# Maldà
Maldà è un comune spagnolo di 273 abitanti situato nella comunità autonoma della Catalogna.